# Praděd
Praděd (littéralement « arrière grand-père », en allemand : Altvater, qui signifie « vieux père ») est une montagne de 1 491 m d'altitude, située près de Malá Morávka en Moravie, dans le nord-est de la République tchèque.
Il s'agit du point culminant de la Moravie, ainsi que de la cinquième montagne la plus élevée de République tchèque.
Sur les pentes de la montagne se trouve une petite station de ski nommée Praděd ovčárna et dotée du domaine skiable le plus élevé de République tchèque. Celui-ci totalise 4,5 km de pistes et dispose de 6 remonte-pentes.

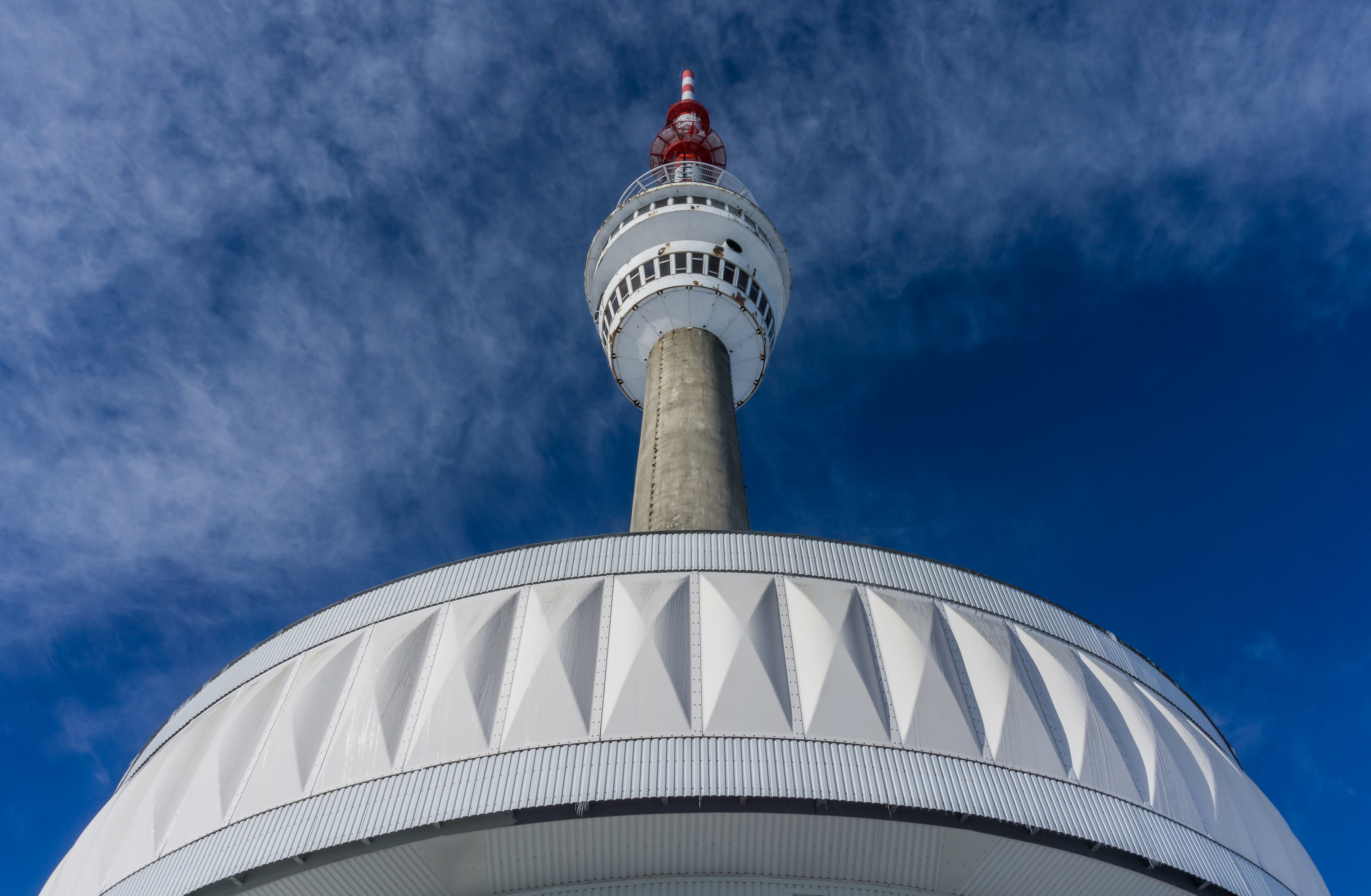
Vue de la tour TV au sommet du Praděd.

Une antenne de télévision haute de 162 mètres a été construite à son sommet.